# Твала, Сифо
Сифо Мандла Агматир Твала (род. 10 марта 1968) — южноафриканский серийный убийца. В 1999 году был признан виновным в убийстве шестнадцати женщин и десяти изнасилованиях, и осуждён на 506 лет лишения свободы. Получил прозвище «Душитель из Финикса» (англ. The Phoenix Strangler).

## Биография
Сифо Твала, родившийся и выросший в Квамашу, в 1994 году был арестован по подозрению в изнасиловании, но был оправдан. При этом у него взяли образцы ДНК. Убивать начал в 1996 году. Своих жертв, местных женщин, убийца заманивал на поля сахарного тростника, располагавшиеся у города Маунт-Эджком, что в провинции Квазулу-Натал неподалёку от города Финикс, предлагая им работу горничных в гостиницах. Заведя жертву далеко в поле, он нападал на неё, связывал предметами её собственного нижнего белья и насиловал. Затем убийца душил жертву и забивал до смерти дубиной, после чего поджигал тростник в надежде избавиться от улик.
В 1997 году преступник был арестован после того, как образцы ДНК, взятые с останков жертв, совпали с уже имевшимися у полиции. 31 марта 1999 года суд признал его виновным в шестнадцати убийствах и десяти изнасилованиях и приговорил к 506 годам лишения свободы.
Его дом был сожжён разъярённой толпой, получившей ложный слух, что Твала находится там. В доме оказались заперты 65-летняя мать Твалы и его 41-летняя сестра, которым удалось спастись с помощью соседа. Ни мать, ни сестра не подозревали Сифо Твалу в убийствах до его ареста.